# Cédric Bakambu
Cédric Bakambu (Vitry-sur-Seine, França, 11 d'abril de 1991), és un jugador de futbol format al planter del Sochaux i que juga com a davanter al Reial Betis.

## Trajectòria

### Vila-real CF
L'estiu del 2015 es va fer oficial el seu fitxatge pel Vila-real CF, va signar un contracte per cinc temporades. Bakambu va debutar en la primera jornada de la Lliga 2015-2016 contra el Reial Betis al Benito Villamarín, va entrar al camp al minut 61 en el lloc de Léo Baptistão. En la segona jornada, en el seu debut al Madrigal, va marcar dos dels tres gols de la victòria del seu equip contra el RCD Espanyol.